# Yayo Herrero
Yayo Herrero López (Madrid, 1965) es una antropóloga, ingeniera, profesora y activista ecofeminista española. Es una de las investigadoras más influyentes en el ámbito ecofeminista y ecosocialista a nivel europeo.

## Trayectoria
Herrero es doctora por la Universidad del País Vasco  Doctorado en Sociedad, Política y Cultura,[cita requerida] licenciada en Antropología Social y Cultural, Ingeniera Técnica Agrícola, diplomada en Educación social y DEA en Ciencias de la Educación. Así como, ha realizado un Postgrado en Educación, Medio Ambiente y Globalización.
En la actualidad es socia de Garúa Sociedad Cooperativa y docente en diversas universidades españolas. Portavoz del Foro de Transiciones. Es autora o coautora de más de una treintena de libros y colabora habitualmente con diversos medios de comunicación. 
Compagina desde hace décadas su actividad profesional con la participación activa en movimientos sociales, especialmente el movimiento ecologista. Forma parte de Ecologistas en Acción, organización de la que fue Co-coordinadora Confederal entre 2005 y 2014.
Fue coordinadora del Centro Complutense de Estudios e Información Medioambiental de la Fundación General Universidad Complutense de Madrid y directora general de FUHEM. 
Colabora habitualmente con diversos medios de comunicación como CTXT.

## Investigaciones
La investigación de Herrero se centra en la crisis ecológica actual derivada del modelo de desarrollo y producción capitalista. En este sentido, sostiene que el propio capitalismo no puede existir sin que exista crecimiento económico, pero que en un mundo físico que tiene límites, un crecimiento indefinido es imposible. Además, sostiene que en este modelo económico se priman trabajos superfluos, mientras que los trabajos que hacen posible el mantenimiento de la vida humana, como la producción agrícola o el trabajo reproductivo, están completamente precarizados o directamente excluidos de toda remuneración.
De esta manera, propone una transición hacia un modelo económico diferente, que tenga en cuenta la inclusión social de todas las personas y sea compatible con la capacidad de regeneración de la naturaleza.

## Cuidados, interdependencia, ecodependencia y vulnerabilidad
Su pensamiento propone unir cuatro conceptos clave: cuidados, interdependencia, ecodependencia y vulnerabilidad. Su enfoque es una crítica al modelo occidental que ha creado la figura del sujeto individualista, racional y autosuficiente. Desde una mirada ecofeminista y ecosocial, Herrero analiza cómo esta idea ha influido en los sistemas económicos, políticos y culturales del capitalismo y el patriarcado. Este modelo ignora dos aspectos fundamentales de la vida: la dependencia de la naturaleza (ecodependencia) y la necesidad de los demás (interdependencia)
Invita a repensar qué significa ser humano y cómo nos relacionamos con el mundo y con otras personas. Cuestiona la idea del individuo independiente, común en la cultura occidental, y propone reemplazarlo por un sujeto que reconoce su fragilidad y su conexión con la Tierra y con los demás. Este nuevo enfoque parte de la idea de que todos necesitamos cuidados para vivir con dignidad.
Los cuerpos, en esta perspectiva, son esenciales. Son el espacio donde se vive, donde sentimos, enfermamos, sanamos, trabajamos y amamos. Sin embargo, en la cultura moderna los cuerpos, especialmente los de las mujeres, han sido menospreciados, explotados y usados como herramientas para un sistema que busca crecimiento económico sin límites. De igual forma, la Tierra ha sido tratada solo como un recurso, no como un ser vivo del que dependemos profundamente.

### Definición de conceptos
- Cuidados: Los cuidados se entienden como actividades, procesos y vínculos que generan y sostienen diariamente el bienestar físico y emocional de las personas, de la vida no humana y del entorno; sin embargo, desde la perspectiva ecofeminista resulta indispensable mencionar el trabajo de cuidados como una necesidad para el desarrollo, el progreso y el sostenimiento de la vida.

- Interdependencia: La interdependencia, desde la perspectiva ecofeminista y ecosocial, se entiende como una experiencia práctica esencial para la valoración de la vida y la reconstrucción de las sociedades; la interdependencia en este sentido, es solo una representación de la vulnerabilidad inherente de la especie humana.

- Vulnerabilidad: Desde la perspectiva ecofeminista y ecosocial, la vulnerabilidad se define como el entendimiento de los procesos de la naturaleza son superiores a los límites de nuestros cuerpos contingentes y finitos; resaltando la importancia del trabajo de cuidados, así como los procesos de interdependencia y ecodependencia.

- Ecodependencia: La ecodependencia es la relación de dependencia que existe entre los seres vivos y los ecosistemas, los ciclos naturales y los bienes comunes (como el agua, el suelo fértil, la energía solar o los minerales, en instancias normales existen ciclos naturales que favorecen la interacción entre los factores bióticos y abióticos para la supervivencia de las especies, quienes a su vez dependen de otras para su sostenimiento; desde la perspectiva ecosocial, Herrero desde el concepto de ecodependencia critica los modelos de extractivismo y explotación ambiental como conductas de violencia pues vivimos en un planeta con recursos limitados y compartidos que requieren de cuidados.[9]

De esta forma, el pensamiento de Herrero intersecta estos cuatro conceptos desde una perspectiva ecofeminista y ecosocial de una forma similar a Cristina Carrasco y Enric Tello:
Todos los seres humanos nacen del seno de una madre y llegan a ser iguales en dignidad y derechos gracias a una inmensa dedicación de atenciones, cuidados y trabajo cotidiano, de unas generaciones por otras, que debe ser compartida por hombres y mujeres como una tarea civilizadora fundamental para nuestra especie. Gracias a este trabajo, las personas podrán llegar a estar dotadas de razón y conciencia que les permita comportarse fraternalmente las unas con las otras, conscientes de habitar un planeta físicamente limitado, que comparten con el resto del mundo vivo, y que estarán obligados a conservar.

#### Crítica a la ficción de la autosuficiencia
El sujeto dominante contemporáneo, blanco, varón, urbano, racional, capitalista y autosuficiente, es una ficción construida desde la negación de la dependencia. Este modelo ha constituido la base de las políticas económicas y sociales que priorizan la productividad, el beneficio económico y la competencia, ignorando que toda vida requiere de relaciones de cuidado y equilibrio con la naturaleza.
La negación de la interdependencia y la ecodependencia ha justificado tanto la explotación de las mujeres, consideradas como cuidadoras invisibles, como la explotación de la naturaleza, considerada como materia inerte disponible para el uso humano.
Propuesta de reorganización social desde el reconocimiento de la dependencia mutua
Más que un plan de acción cerrado, Herrero propone un cambio de paradigma que atraviesa todos los niveles de organización social: desde lo cotidiano y relacional, hasta lo político y económico; la escritora realiza una propuesta encaminada en primera instancia al reconocimiento de la interdependencia: proponer una ética del cuidado como principio rector de las relaciones sociales y la redistribución del trabajo de cuidados. Por otro lado, resulta indispensable reconocer nuestra dependencia hacia los ecosistemas rechazando la idea de crecimiento económico ilimitado y promoviendo la sostenibilidad ambiental en el centro,  es decir, debemos impulsar sociedades dentro de los límites biofísicos del planeta. En otras palabras, Herrero establece necesario redefinir la política, la economía y la cultura desde un lugar de humildad y de reconocimiento de nuestra fragilidad común como especie.

### Cuidados: Sostener la vida
Los cuidados colectivos, materializados a través de prácticas cotidianas, estructuras sociales e institucionales y relaciones humanas, parten de la asunción de responsabilidades compartidas para sostener la vida. Desde el ecofeminismo, esta visión crítica se aleja del ideal moderno del ser humano autónomo y propone, en cambio, la figura de un ser vulnerable, interdependiente y ecodependiente. Este enfoque sitúa la vida, humana y no humana, como prioridad dentro de la organización social, siempre y cuando sea equitativa y justa en todas sus manifestaciones.
Bajo esta perspectiva, el cuidado se aleja de lo puramente moral o emocional para convertirse en una categoría política. Así, se propone una reorganización social que garantice condiciones de vida dignas y sostenibles para todas las personas, promoviendo la cooperación entre quienes comparten un territorio, sin distinciones de género, clase o raza.
Este modelo exige visibilizar cómo históricamente se ha distribuido y organizado el trabajo de cuidados, evidenciando las desigualdades estructurales que lo atraviesan, particularmente aquellas relacionadas con el género y la clase.

#### Invisibilización y feminización del trabajo de cuidados
Aunque el trabajo de cuidados es esencial para sostener la vida, ha sido sistemáticamente invisibilizado y desvalorizado en términos sociales, económicos y políticos. Tradicionalmente se le ha concebido como una obligación moral, algo que debe surgir naturalmente del amor, lo que ha contribuido a su asignación histórica a las mujeres, especialmente en el ámbito doméstico.
Esta asignación se sostiene en construcciones sociales que asocian a las mujeres con características como la ternura, la paciencia o la entrega, haciéndolas responsables naturales del cuidado. Al no ser considerado un trabajo productivo, por no generar directamente ganancias económicas, suele estar mal remunerado o no remunerarse en absoluto. Esto limita la autonomía económica de muchas mujeres, especialmente migrantes y racializadas y perpetúa desigualdades interseccionales de clase, género y raza.

#### Crisis de cuidados como crisis civilizatoria
La crisis actual de los cuidados es un síntoma de una crisis civilizatoria más amplia, resultado de un sistema capitalista, extractivista y patriarcal que explota cuerpos, agota ecosistemas y desvaloriza el trabajo de cuidados. Esta crisis no es un fenómeno aislado, sino la expresión de un modelo de sociedad que ha puesto en riesgo la sostenibilidad de la vida.
Frente a esto, el ecofeminismo plantea una transformación profunda que recupere el valor del cuidado, no solo como una práctica necesaria, sino como base de una nueva organización social centrada en la vida, la cooperación y la justicia.

### Vulnerabilidad y Cuerpo
Herrero también sostiene que la vulnerabilidad es una condición universal. Todas las personas, desde que nacen hasta que mueren, dependen de otras para sobrevivir. No reconocer esta realidad alimenta la falsa idea del sujeto autosuficiente que ha dominado el pensamiento moderno. Reconocer nuestra vulnerabilidad es el primer paso para construir una sociedad centrada en la vida y en los cuidados.
Además, critica la cultura del rendimiento, que promueve el neoliberalismo, basada en la competencia, la autosuperación y la productividad constante. Este modelo niega la fragilidad humana y desvaloriza todo aquello que no genera beneficios económicos. Por ello, propone avanzar hacia formas de vida más lentas, sostenibles y solidarias, que respeten los límites del cuerpo humano y del planeta y que pongan en el centro el cuidado y el bienestar colectivo.

## Publicaciones

### Libros
- Toma de tierra. Caniche, 2023.
- Ecofeminismos. Icaria, 2023
- Derechos humanos. Litera, 2022. Tiene ediciones en italiano, catalán, coreano y alemán. Edición para Latinoamérica del Fondo de Cultura Económica, 2023.
- Educar para la sostenibilidad de la vida. Octaedro, 2022.
- Ausencias y extravíos. Ctxt y Libros en Acción, 2021. También existe una versión en catalán, Abséncies y pèrdues, Sembra Llibres, 2023.
- Los cinco elementos. Arcadia, 2021.
- (et al.) Cambio climático. Albuixech: Litera, 2019. ISBN 978-84-120150-2-7. Tiene ediciones en euskera e italiano.
- (et al.) La vida en el centro. Voces y relatos ecofeministas. Madrid: Libros en Acción, 2019. ISBN 978-84-948749-5-6
- (et al.) Petróleo. Barcelona: Arcàdia, 2018. ISBN 978-84-947174-8-2* (et al.)
- (et al.) La gran encrucijada. Sobre la crisis ecosocial y el cambio de ciclo histórico. Madrid: Libros en Acción, 2016. ISBN 978-84-944051-6-7
- Conversación entre Mónica Oltra y Yayo Herrero. Las personas primero. Barcelona: Icaria, 2013. ISBN 978-84-9888-556-9
- (et al.) Cambiar las gafas para mirar el mundo. Una nueva cultura de la sostenibilidad. Madrid: Libros en Acción, 2011. ISBN 978-84-948749-4-9
- (et al.) Educación y ecología. El currículum oculto antiecológico de los libros de texto. Madrid: Popular, 2007. ISBN 978-84-7884-343-5.

### Artículos
- Sujetos arraigados en la tierra y en los cuerpos: hacia una antropología que reconozca los límites y la vulnerabilidad. Pontificia Universidad Católica del Perú (PUCP), 2023. "Pensando el género", pp 301-320
- La crisis ecosocial. Un diálogo pendiente entre progreso y sostenibilidad. Origen: Cuadernos de Atapuerca nº 29. 2022.
- (et al.) Adelante. Solo existe el futuro. Y es nuestro. Madrid: Aguilar, 2020. ISBN 978-84-03-52234-3 . (coautora con José María Gay de Liébana, Mamen Mendizábal, César Carballo y Ainara Zubillaga)
- (et al.) Como si hubiera un mañana. Ensayos para una transición ecosocialista. Barcelona: Sylone, 2020. ISBN 978-84-121483-1-2 .
- "Construir futuro en tiempos de pandemia". El ecologista, nº104, 2020, pp. 38-42.
- "Las migraciones en el Siglo de la Gran Prueba". Jueces para la democracia, nº97, 2020, pp. 49-60.
- "Apuntes para repensar la vida en tiempos de emergencia". Libre pensamiento, nº103, 2020, pp. 99-104.
- (et al.) Por qué las mujeres salvarán el planeta. Barcelona: Rayo Verde, 2019. ISBN 978-84-16689-86-6
- "Ecofeminismos para evitar la barbarie". El ecologista, nº100, 2019, pp. 45-47.
- (et al.) Economía feminista. Desafíos, propuestas y alianzas. Barcelona: Entrepueblos, 2017. ISBN 978-84-16828-17-3
- "Ecologismo: una cuestión de límites". Encrucijadas. Revista Crítica de Ciencias Sociales, nº11, 2016.
- (et al.) Mbolo moy dole. La unión hace la fuerza. Madrid: FUHEM, 2015. ISBN 978-84-95801-29-6
- "Apuntes introductorios sobre el Ecofeminismo". Boletín del Centro de Documentación Hegoa. nº43, 2015, pp. 53-62.
- (et al.) Renta básica de las iguales y feminismos. Zambra-Baladre, 2014. ISBN 978-84-941362-6-9
- (et al.) Con voz propia. La economía feminista como apuesta teórica y política. Madrid: La oveja roja, 2014. ISBN 978-84-16227-01-3
- "Miradas ecofeministas para transitar a un mundo justo y sostenible". Revista de economía crítica. nº16, 2013, pp. 278-307.
- "Por una recuperación de la condición humana en un planeta con límites". Documentación social. nº168, 2013, pp. 199-222.
- (et al.) Qué hacemos frente a la crisis ecológica. Madrid: Akal, 2012. ISBN 978-84-460-3734-7.
- "¿Dominio o cuidado de la tierra?". Éxodo, nº 107, 2011, pp. 22-28.
- "Golpe de estado en la biosfera: los ecosistemas al servicio del capital". Investigaciones feministas. n.º 2, 2011, pp. 215-238.
- Cuidar: una práctica política anticapitalista y antipatriarcal. En Decrecimientos – Sobre lo que hay que cambiar en la vida cotidiana” coordinado por Taibo, C. La Catarata. 2010
- Vivir bien con menos: ajustarse a los límites físicos con criterios de justicia. Viento Sur nº 108. Febrero 2010
- "Decrecimiento y mujeres. Cuidar: Una práctica política anticapitalista y antipatriarcal". Decrecimientos, 2010, pp. 17-30.
- "Menos para vivir mejor: reflexiones sobre el necesario decrecimiento de la presión sobre los sistemas naturales". El Ecologista, nº64, 2010, pp. 18-20.
- “Objeciones al desarrollo. Una revisión crítica del concepto de progreso” en Claves del Ecologismo Social. Libros en Acción 2009
- “La crisis ecosocial en clave educativa” (coautora) Ed. CIP Ecosocial, 2009
- Coop 57 Madrid: Un nuevo instrumento de financiación alternativa para la economía social” Cuadernos Mujer y Cooperativismo noviembre 2007 n.9 pgs 62-69
- “Ecofeminismo: una propuesta de transformación para un mundo que agoniza “ Cuadernos Mujer y Cooperativismo noviembre 2006 n.8 pgs 74-80
- “Reflexiones y propuestas para un desarrollo local equitativo y sostenible” en Desarrollo Local y Agenda 21. Coord. M. A. Murga Menoyo. de. Pearson (2006) pgs.317-345
- “El movimiento ecologista ante el deterioro global: Retos y utopías” Intervención Psicosocial, 2006, Vol. 15 N.° 2 ISSN: 1132-0559

### Entrevistas
- "La transición energética comportará una transformación en las formas de vivir". Revista Mèthode nº 118, volumen 3. pp 32-32. 2023.